# Foyer populaire de Court-Saint-Étienne
Le Foyer populaire est un édifice de style éclectique situé sur le territoire de la commune belge de Court-Saint-Étienne en Brabant wallon.
Il constitue un témoin original du passé industriel de la commune et de son patronat social.

## Localisation
L'édifice se situe rue Belotte, le long de la ligne de chemin de fer qui traverse Court-Saint-Étienne.
Cette rue présente un alignement de témoins du passé des usines Émile Henricot, comprenant du sud au nord le Foyer populaire (1913), le « Dispensaire des Usines » (1922), la « Conciergerie » (1908), les Grands bureaux de l'usine Henricot n°2 (1926) et le Parc à Mitrailles (1951).

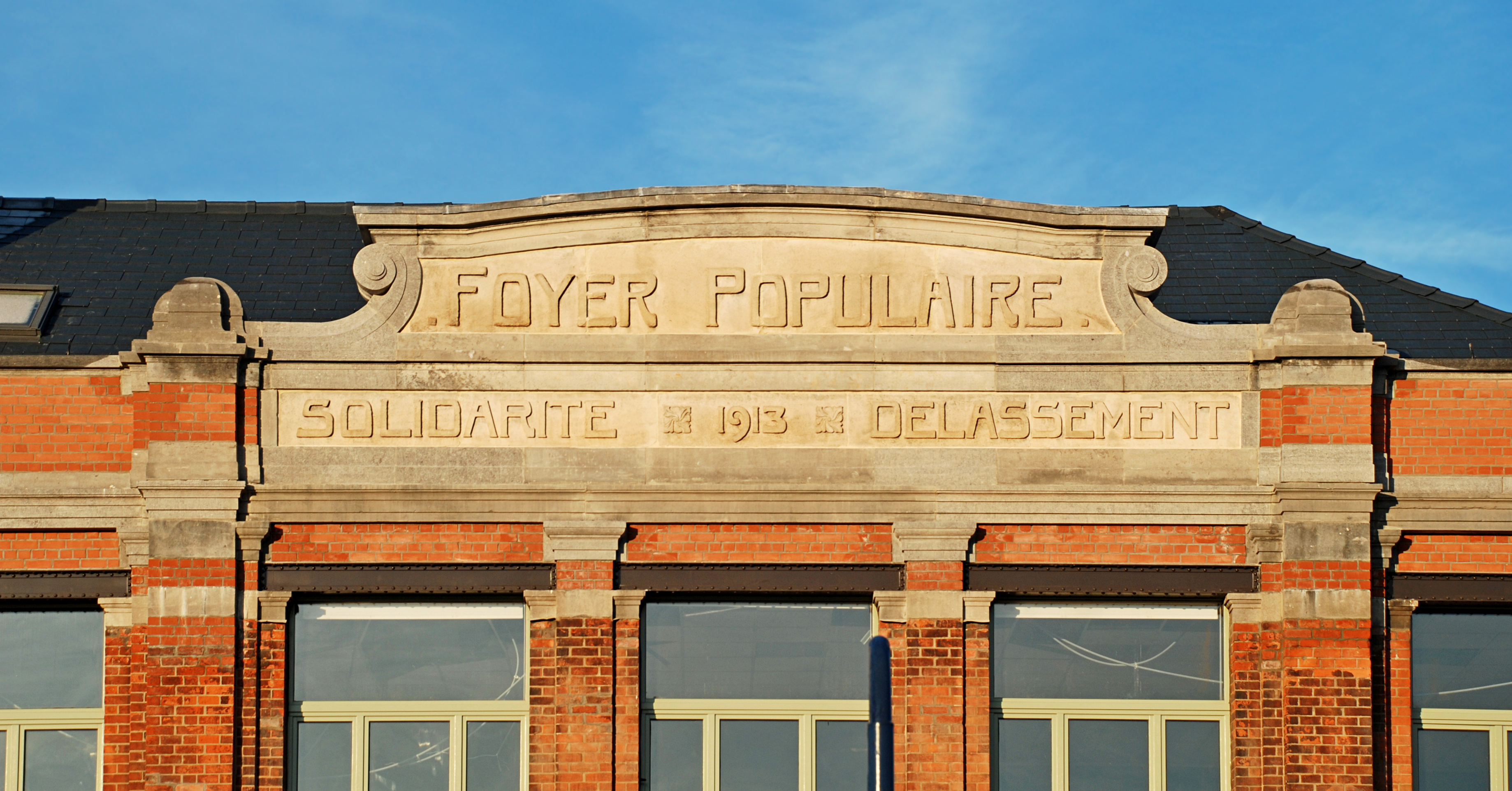
Le fronton rénové en 2018.

## Historique

### Construction

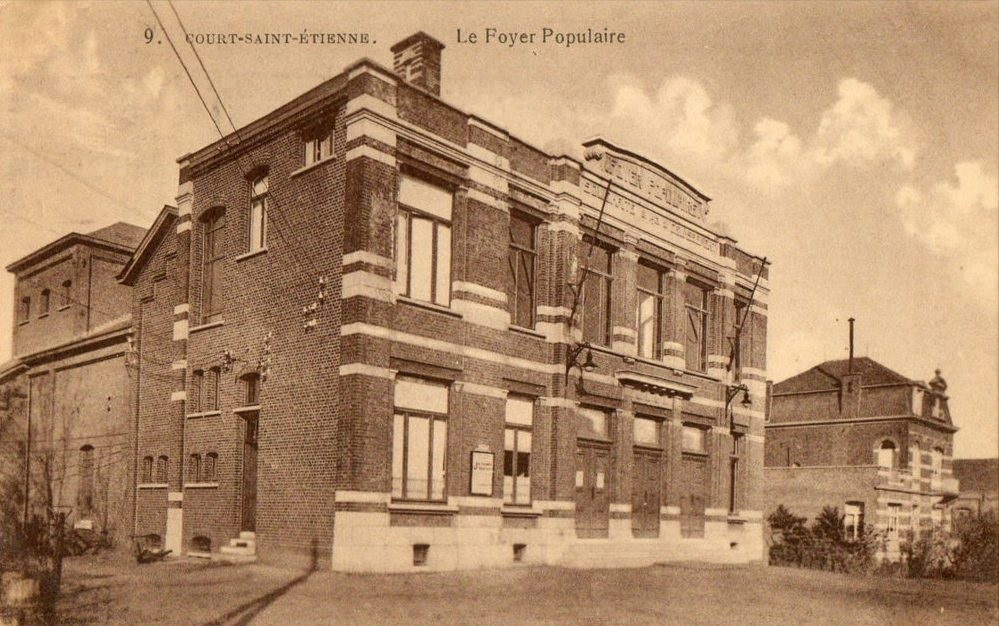
Le Foyer Populaire tel qu'à l'époque de son inauguration.

Le Foyer populaire a été construit en 1913 par l'architecte André Dautzenberg à l'initiative de Paul Henricot, propriétaire des usines Émile Henricot pour le délassement des ouvriers de son usine,,.
Accolé au Foyer populaire se trouve le « Dispensaire des Usines Henricot », construit en 1922.

### Classement
Les façades, toitures et salle de spectacle du Foyer populaire font l'objet d'un classement au titre des monuments historiques depuis le 4 avril 2000.

### Rénovations
L'avant-corps a été rénové en janvier 1991 afin d'abriter au premier étage la Maison de l'Urbanisme du Brabant wallon et la toiture a été refaite par la commune.
En 2005, la salle du Foyer populaire fermée à la suite d'un rapport des pompiers, à cause d'un grave problème de toiture : le fronton en pierre a été démonté et l'inscription « Solidarité - 1913 - Délassement » a été conservée en attendant la rénovation.
En 2011, des travaux menés par le Centre culturel du Brabant wallon (qui occupe le bâtiment) rendent à nouveau accessible la salle des fêtes.
Une nouvelle rénovation est menée en 2018 par l'architecte Donatien Ryelandt pour le compte de la Commune (qui est propriétaire du bâtiment) pour assurer la mise hors eau et la rénovation de la salle de spectacle.
Le fronton en pierre, qui avait été démonté en 2005, est remis en place en novembre 2018.

Deux phases de la rénovation
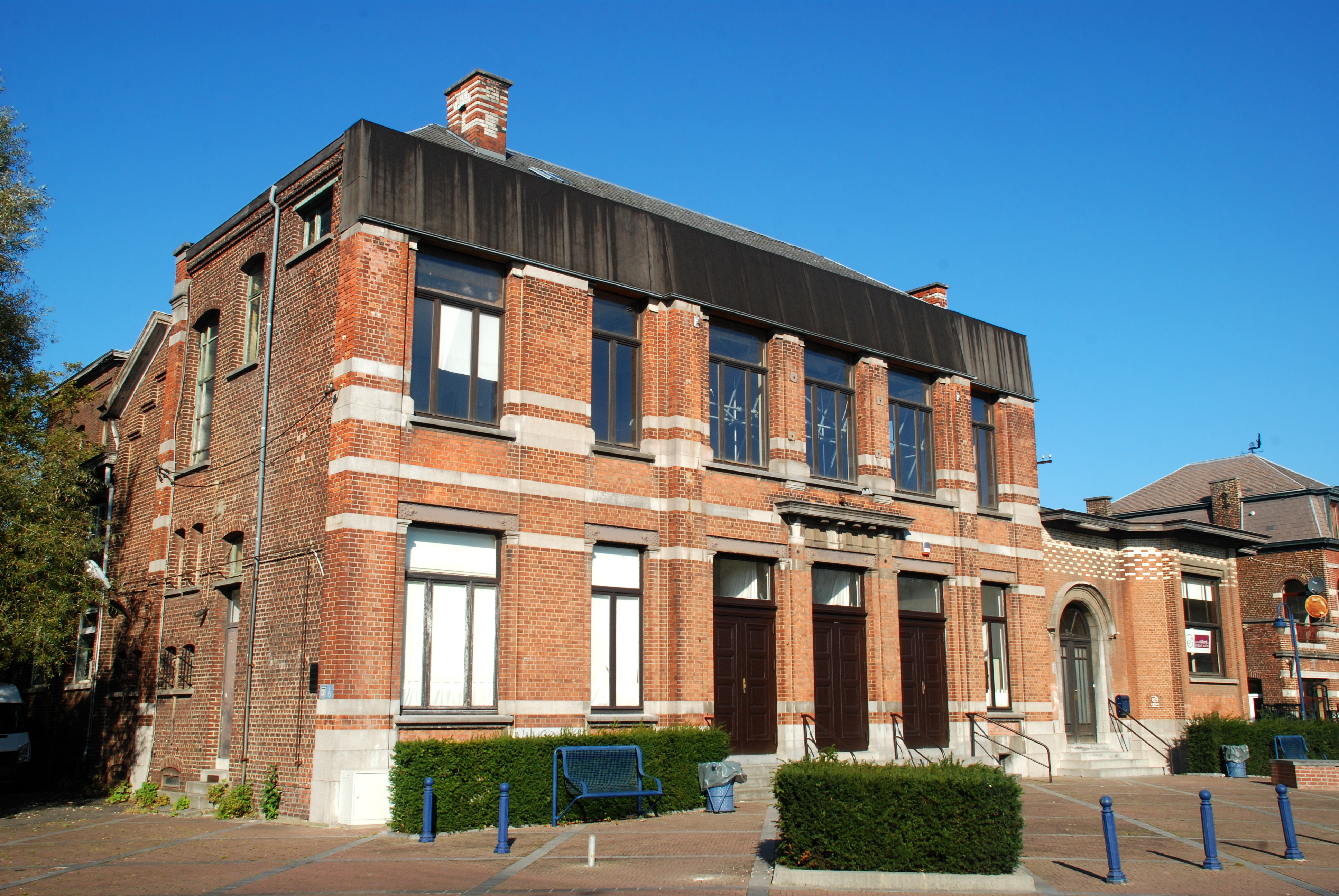
La façade privée de son fronton en pierre.
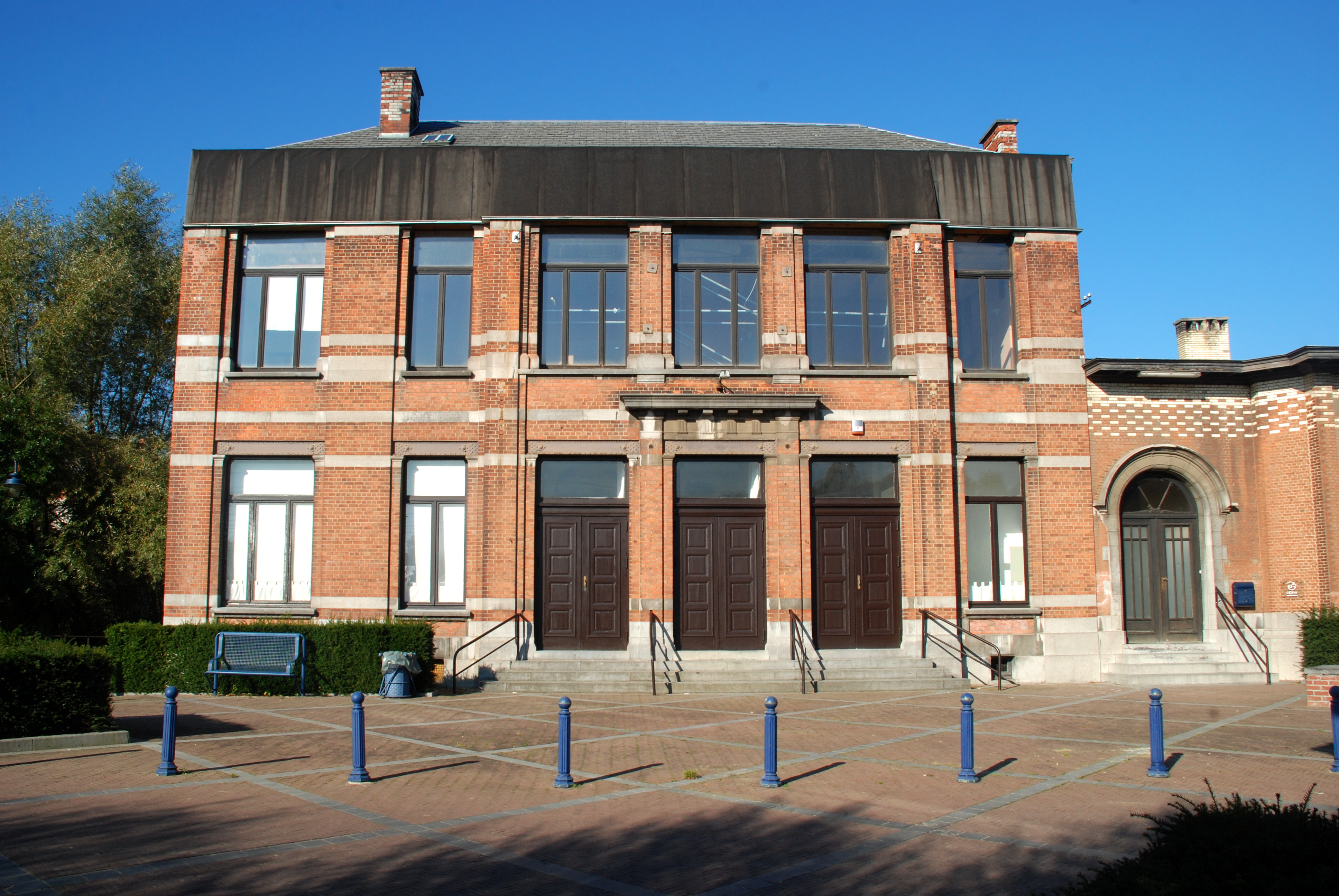
Après la rénovation partielle de 2011.
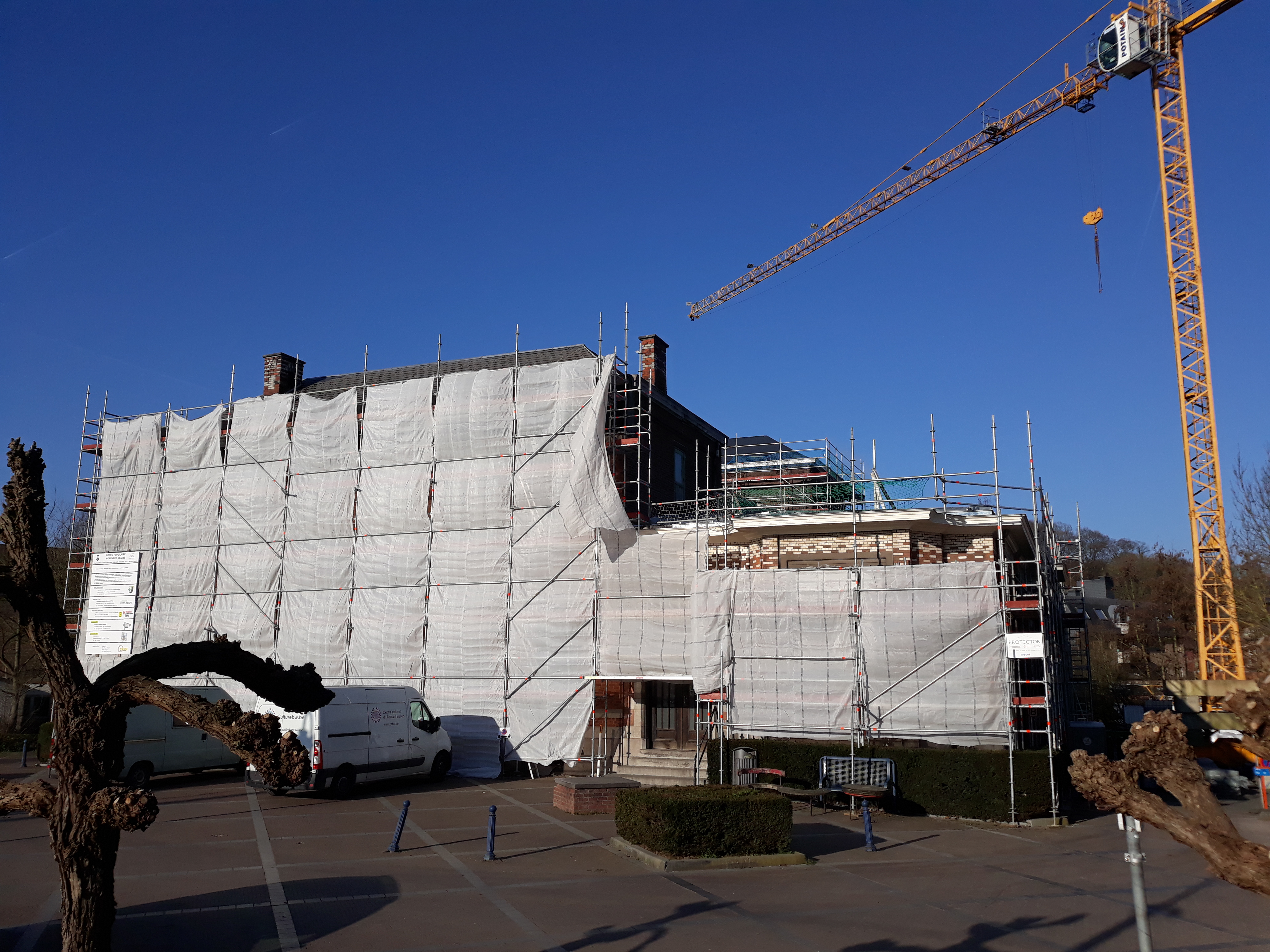
Façade principale en chantier.
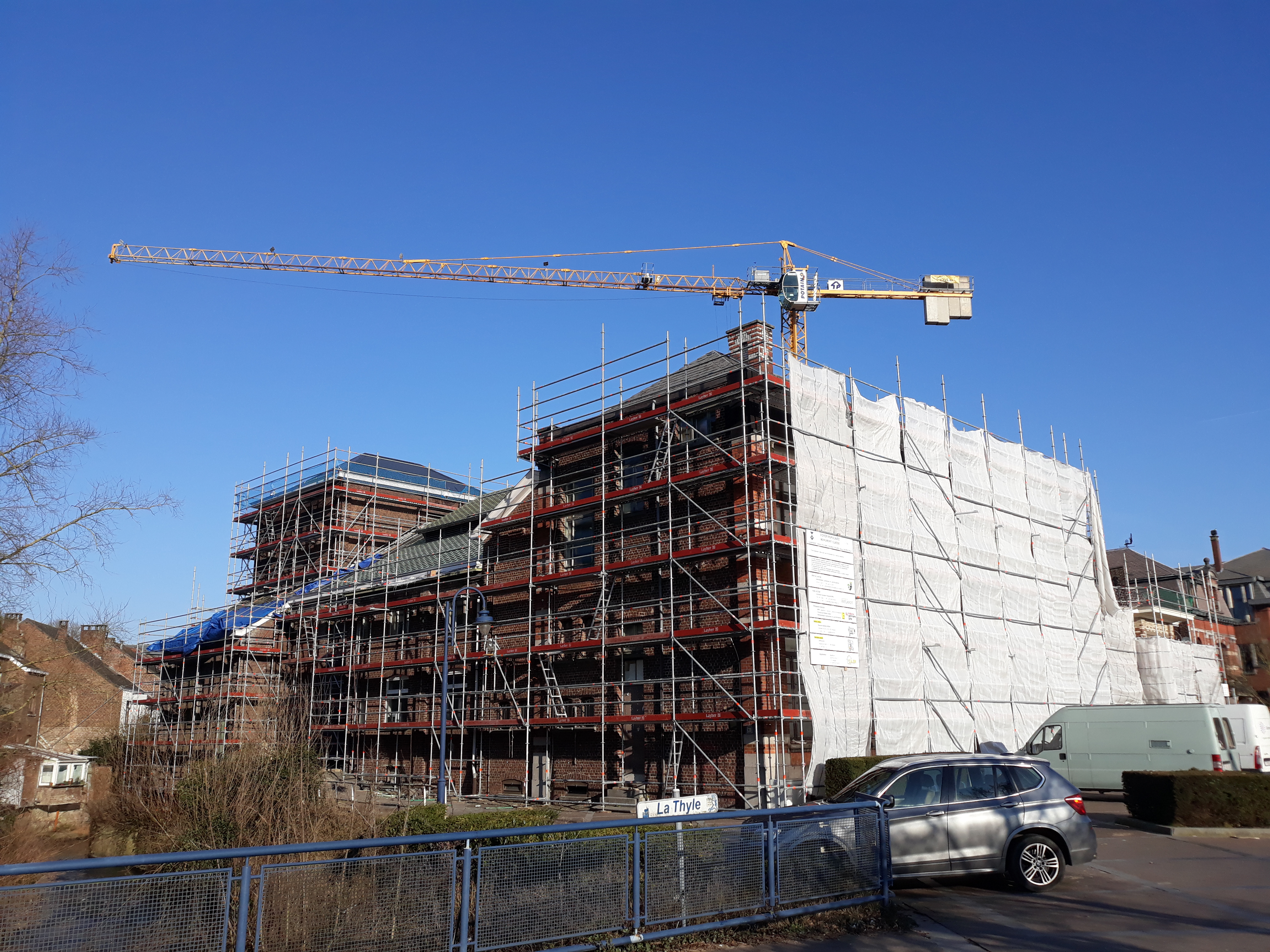
Chantier de février 2018.

## Architecture

### Architecture extérieure
Le Foyer populaire est édifié en briques rouges et en pierre calcaire. La pierre calcaire est utilisée pour les soubassements, le couronnement du portail, les bandeaux de pierre qui strient la façade, les appuis de fenêtres ainsi que la base et l'imposte des piédroits des baies.
Le Foyer populaire présente une façade asymétrique, rythmée par des pilastres d'ordre colossal. Cette façade, d'inspiration classique, composée de trois travées d'entrée, flanquées de deux travées plus étroites et d'une travée plus large à gauche.
L'entrée est marquée par un portail comprenant deux pilastres en briques supportant un entablement en pierre dont la frise est ornée de triglyphes à gouttes.
Cette porte est encadrée de deux autres portes sans entablement. Chacune des baies du rez-de-chaussée (porte ou fenêtre) est surmontée d'un linteau en fer à rivets.
La façade était surmontée à l'origine par un fronton en pierre bleue portant l'inscription « Foyer Populaire » « Solidarité - 1913 - Délassement ». Ce fronton a été démonté en 2010 à cause d'infiltrations d'eau provoquées par des problèmes de toiture et entreposé à la cave.

Le portail
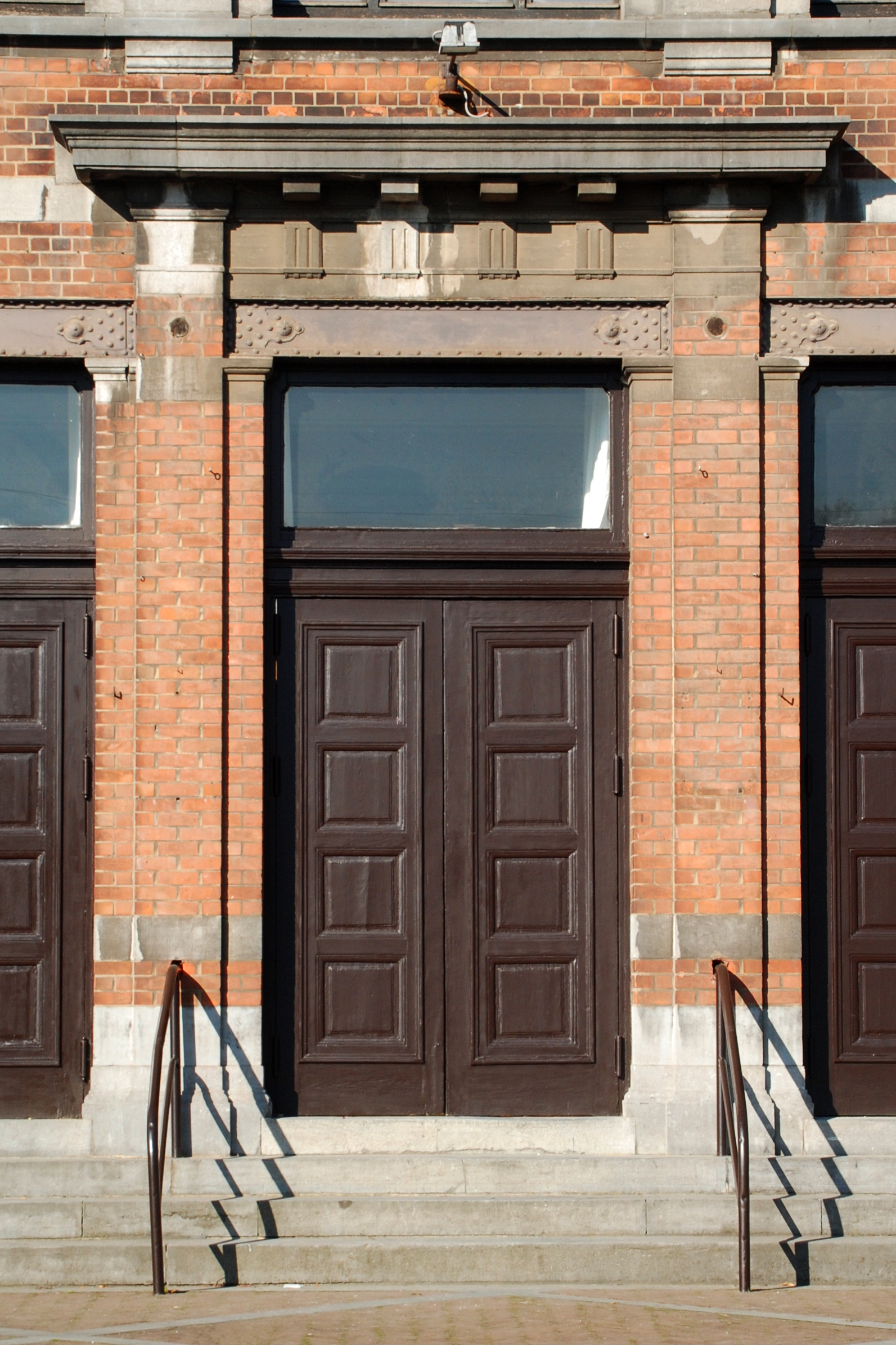
Le portail.
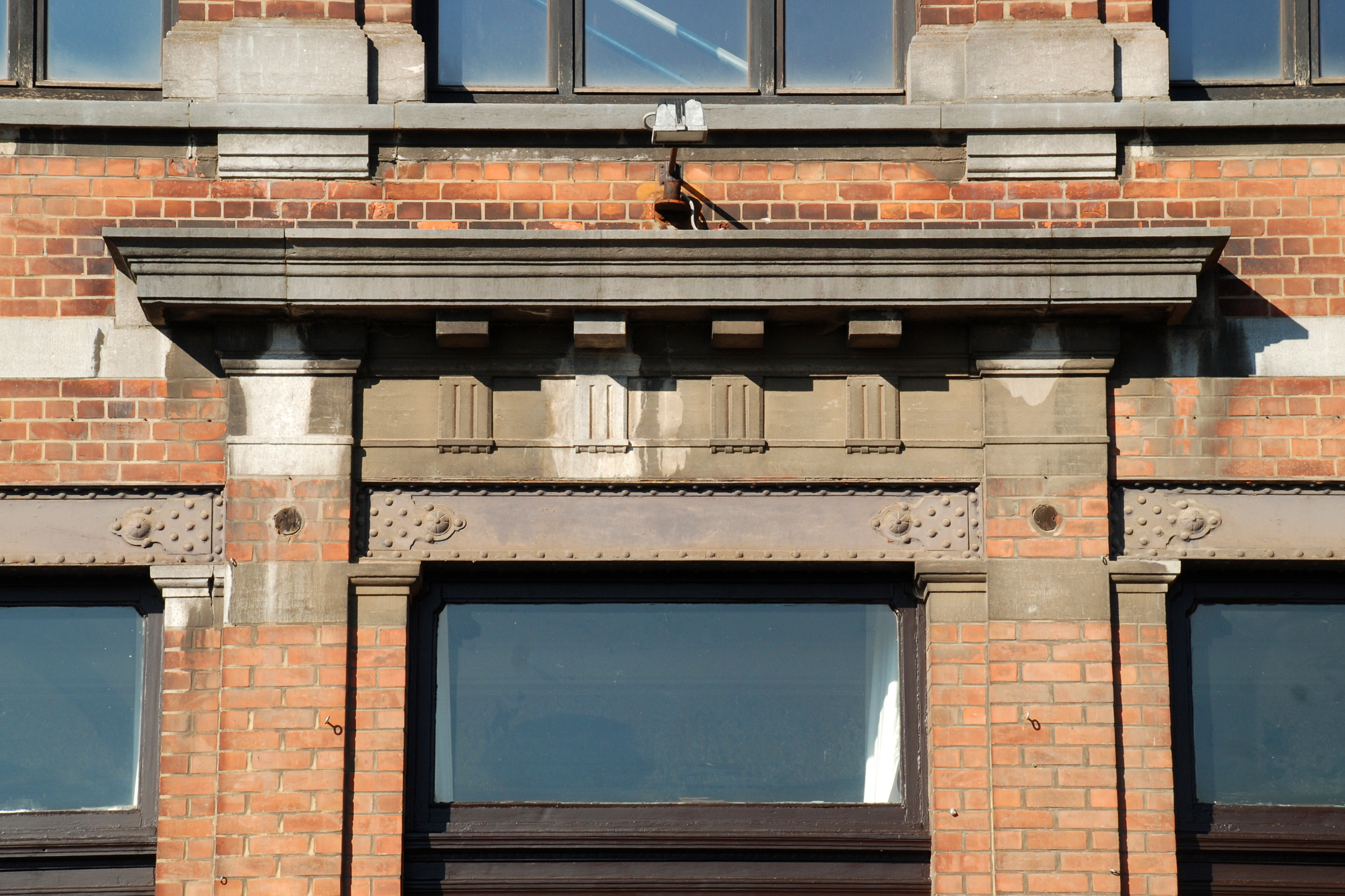
Le couronnement du portail.
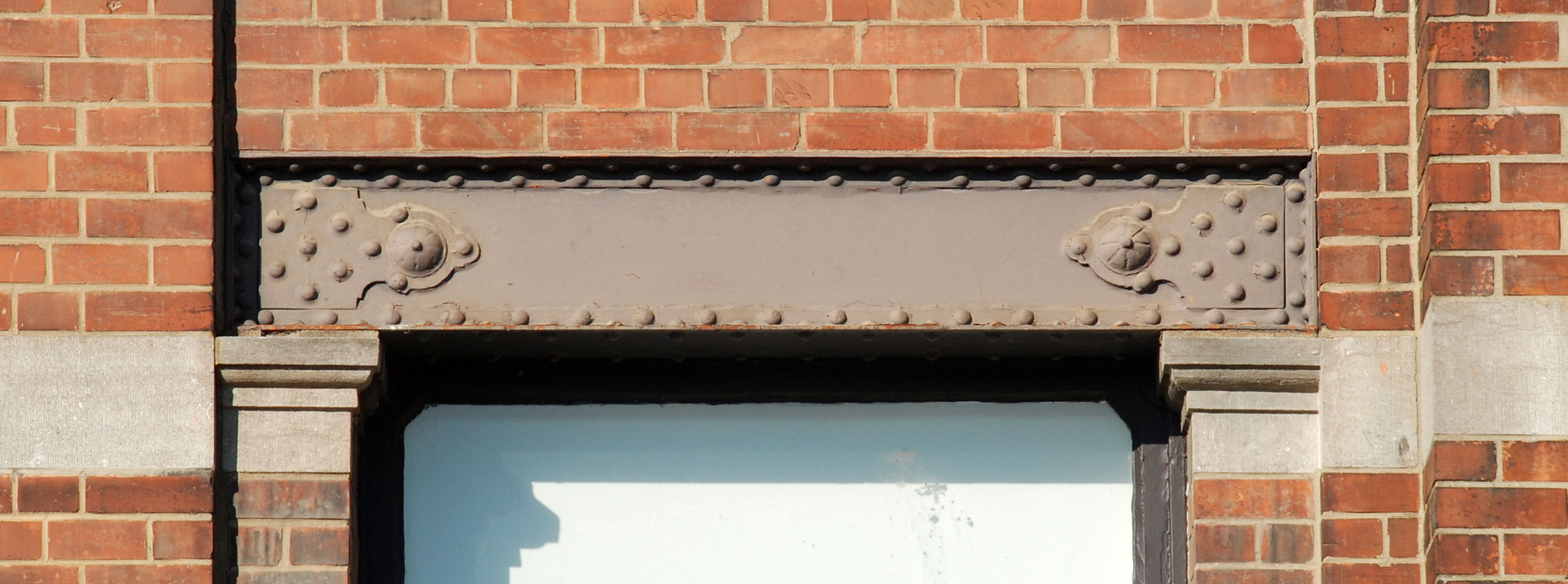
Linteau en fer.

### Architecture intérieure
Le Foyer populaire intègre une salle de spectacle de 300 m2 qui pouvait accueillir 280 spectateurs,.
Au-dessus du rideau de scène est installée une sculpture en haut-relief réalisée par War Van Asten, sculpteur et peintre né à Arendonck en 1888 et décédé à Ixelles en 1958.
Ce groupe sculpté représente le blason doré de Court-Saint-Étienne entouré des allégories de l'Agriculture et de l'Industrie, principales ressources de la commune à l'époque de la construction du Foyer populaire, en 1913 : à gauche, une jeune femme flanquée d'un coq et de gerbes de blé symbolise l'Agriculture tandis qu'à droite un jeune homme, la main posée sur une roue crantée, représente l'Industrie.

Vues de l'intérieur
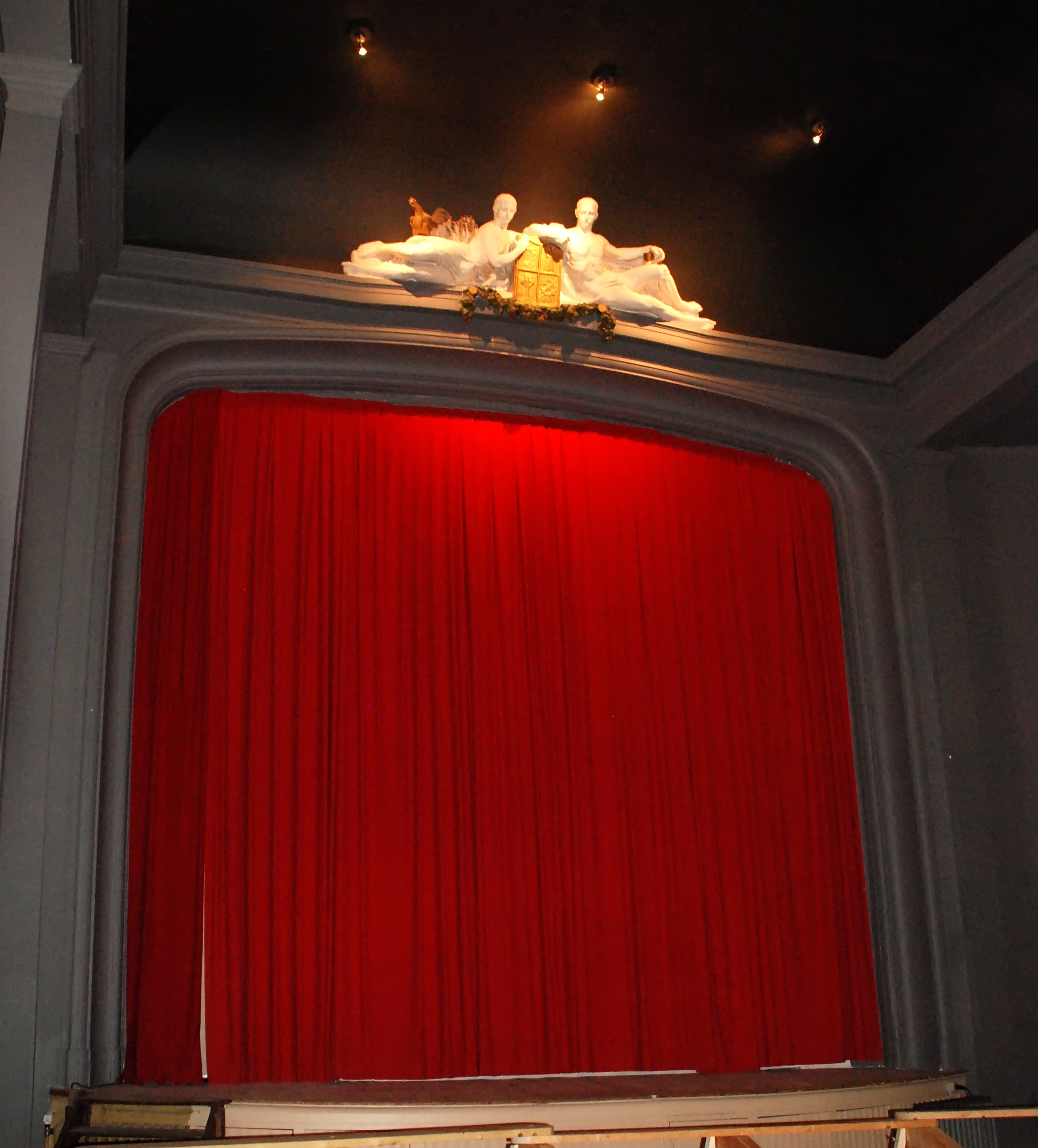
La scène.
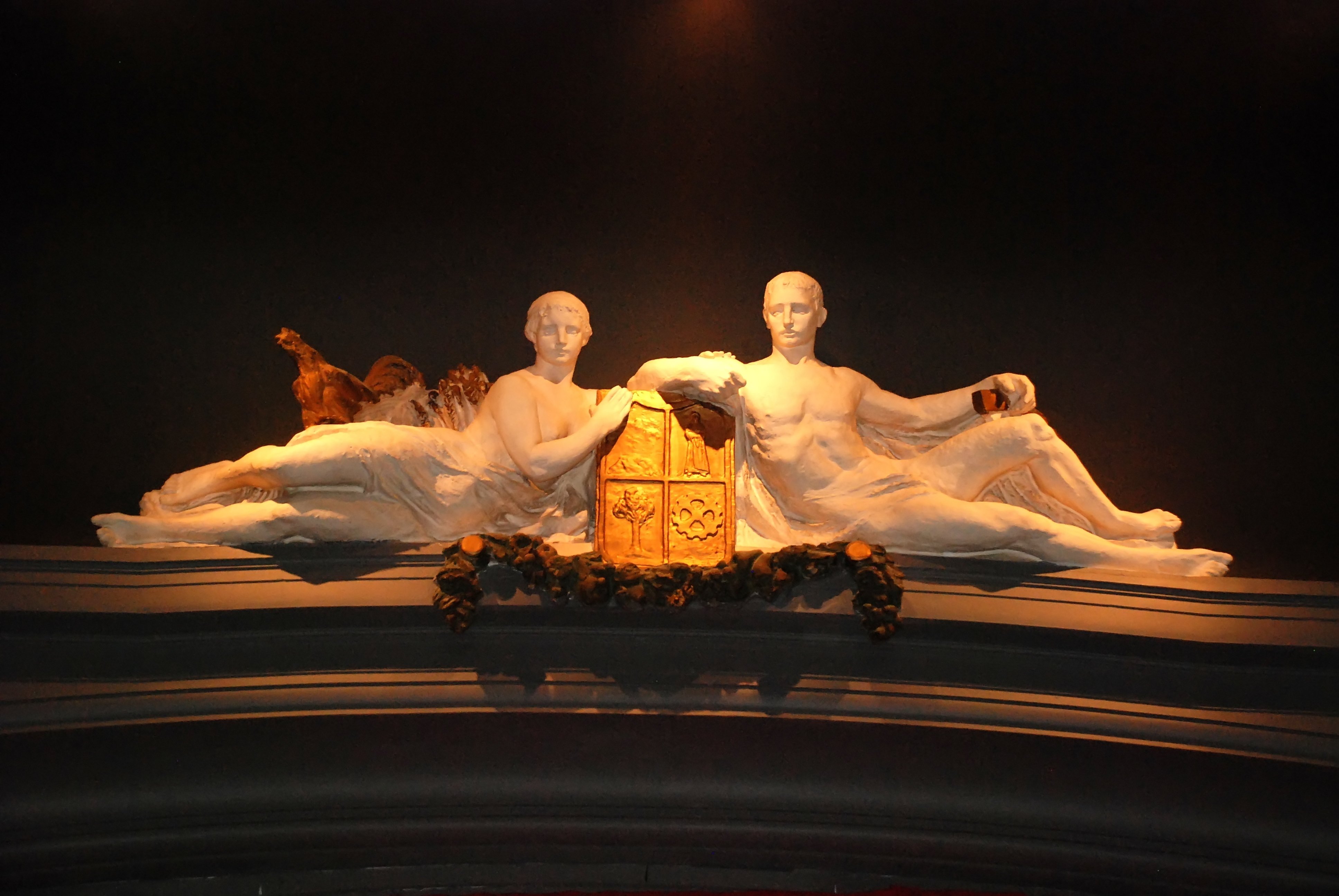
Le haut-relief de War Van Asten surmontant la scène.

## Activités

Activités et spectacles
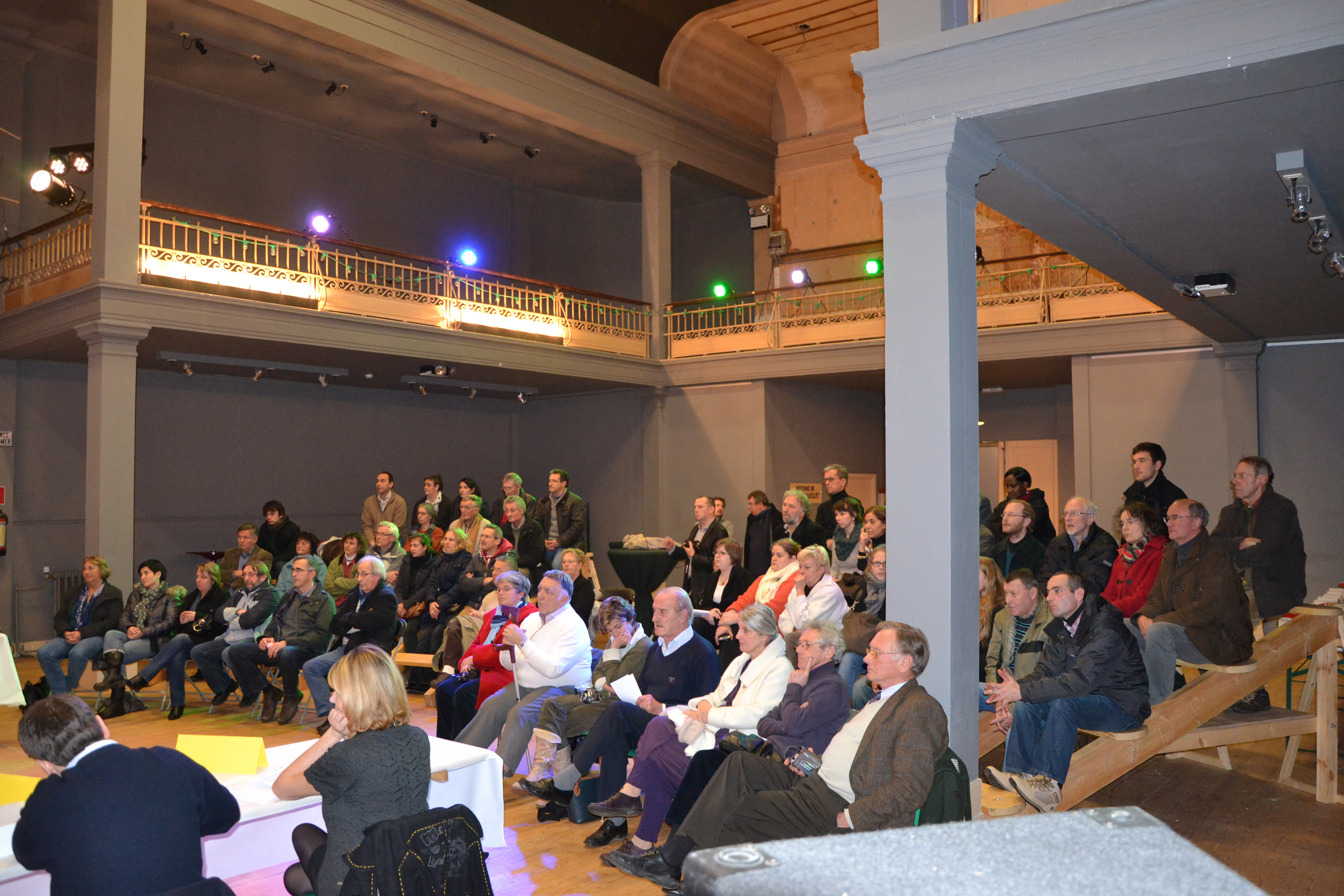
La salle en décembre 2012 lors de l'installation du Conseil Communal.
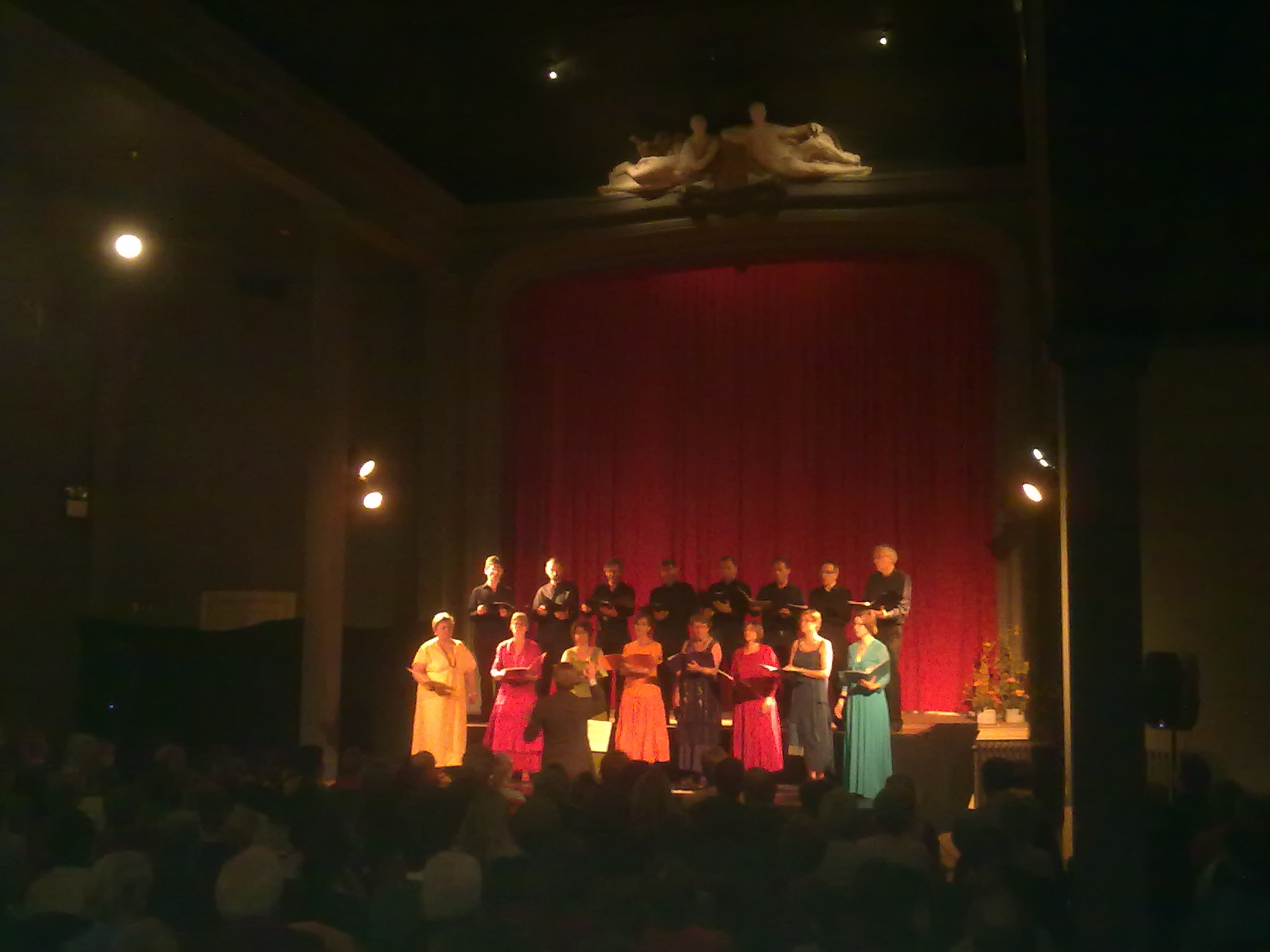
Soirée d'ouverture du premier Parcours musical de Court-Saint-Étienne (21 mars 2014).
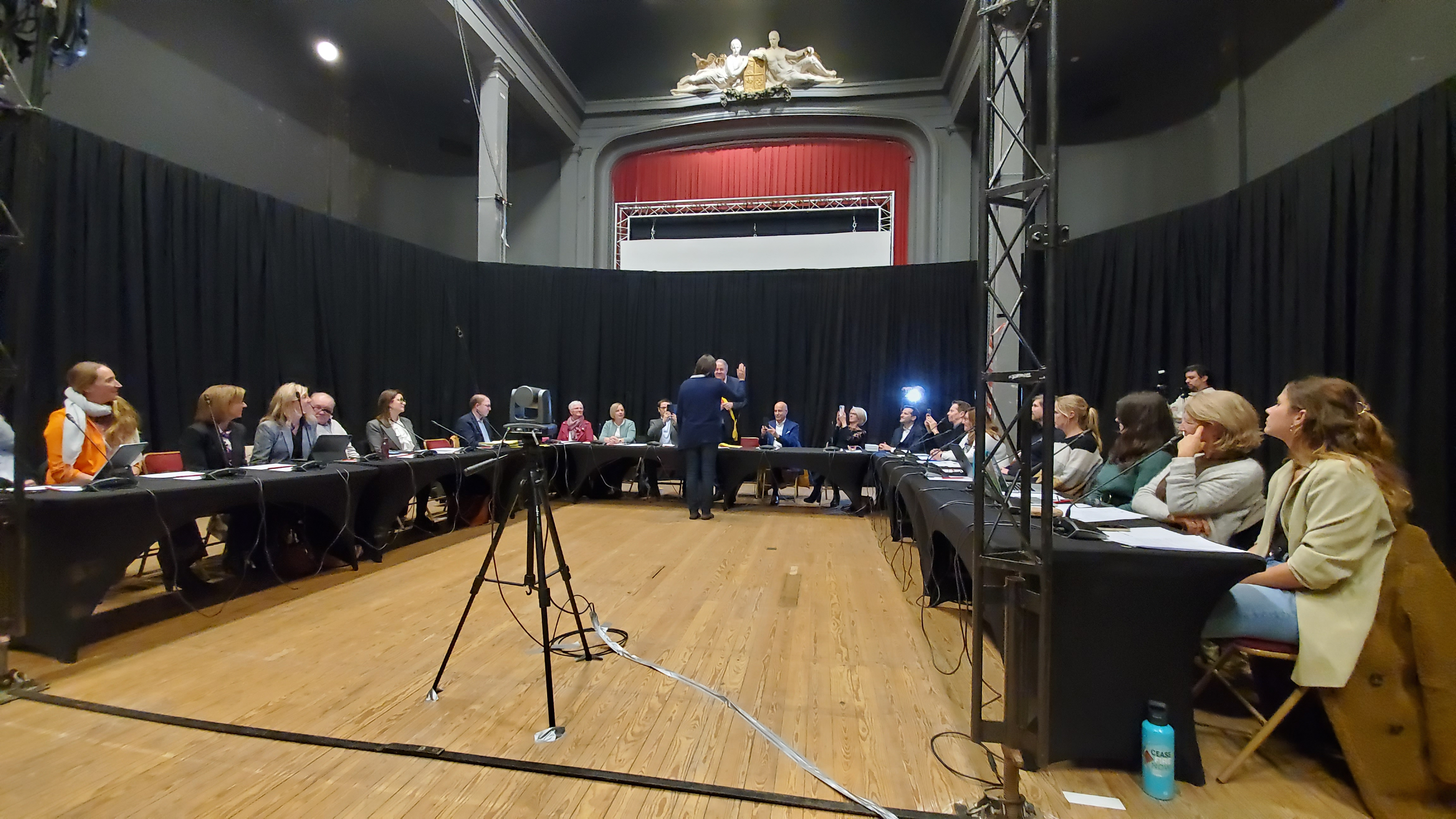
Séance d'installation du conseil communal le 2 décembre 2024.